# Boubou Design
Boubou Niang, dit Boubou Design né le 18 août 1994 à Niomiré (Sénégal) est un artiste plasticien sénégalais.
Boubou Design fait sensation sur les réseaux sociaux, où il partage les vidéos de lui-même en train de réaliser ses oeuvres . Il a la particularité de souvent peindre ses toiles à l'envers et de peindre avec des matériaux très divers.

## Enfance et formation
Depuis son enfance, Boubou dessine sur des maillots et des draps pour des événements et des cérémonies. Il est aussi remarqué pour la conception d'enseignes de différents commerçants de son village. 
À l'âge de 14 ans, Boubou quitte Niomré pour Turin (Italie), ou il s'installe chez son oncle. À son arrivée à Turin, il étudie au collège pendant 3 ans et intègre ensuite, à 18 ans, un lycée professionnel où il se spécialise dans le multimédia.
Durant ses études, Boubou fait différentes rencontres qui auront une influence sur son travail de plasticien: Giorgio Maria Marengo de la Galerie Forssano avec qui il apprend plusieurs techniques de peinture. Mr Ettore, son professeur d'histoire de l'art, qui le coach dans son apprentissage de la peinture et l'aide à développer une vision plus large sur son travail technique. Sylvia Forsanero, une restauratrice d'œuvres d'art, qui lui inculque la patience et la précision et avec qui il réalise des performances lors d'événements publics dans son quartier.

## Sa technique
Le travail de Boubou Niang  a deux particularités : il réalise souvent ses œuvres à l'envers (verticalement) et utilise des matériaux très divers à la place de pinceaux ou de rouleaux,. Il réalise surtout des portraits, très souvent ceux de célébrités. Les outils sont souvent en lien avec la profession ou le message politique des personnalités représentées. Il a ainsi peint Amber Rose à mains nues, le portrait de The Rock avec des haltères, celui du footballeur sénégalais Sadio Mané avec un ballon de football, celui de Beyoncé avec un escarpin, celui de Nelson Mandela avec une forme représentant l'Afrique et celui de Neymar avec son pied dans une chaussure de foot.  Il se fait filmer et diffuse les vidéos sur son compte instagram qui connaît un très grand succès à partir de 2019.

## Une technique de promotion rodée
Les vidéos de ses peintures rencontrent un grand succès et sont visionnées des centaines de milliers de fois. Il est devenu célèbre lorsque Neymar a posté sur son compte twitter une vidéo de Boubou Niang en train de réaliser son portrait. Son nom fait régulièrmenet le tour des réseaux sociaux, en particulier sur Twitter et Instagram. Plusieurs autres stars internationales ont fait de même avec leur propre portrait.